# Mellin de Saint-Gelais

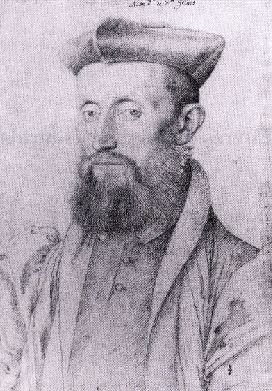
Mellin de Saint-Gelais, dibujo de François Clouet

Mellin de Saint-Gelais (o Melin de Saint-Gelays o de Sainct-Gelais) (Angulema, hacia 1491 - París, octubre de 1558) fue un poeta francés del Renacimiento, que contó con el favor del rey Francisco I de Francia.

## Biografía
Era probablemente hijo natural de Jean de Saint-Gelais, marqués de Montlieu, que pertenecía a la pequeña nobleza de Angulema. Su nombre se debe a una mala grafía del nombre de Merlín, hechicero de las leyendas artúricas. Era muy cercano a su tío, Octavien de Saint-Gelais (1468-1502), obispo de Angulema desde 1494, y también poeta que había traducido la Eneida al francés.
Mellin, que había estudiado en Bolonia y en Padua, también era famoso como médico, astrólogo y músico y no sólo como poeta. Regresó a Francia hacia 1523 y pronto, por su habilidad con los versos ligeros, supo hacerse apreciar en la corte de los Valois en la que Francisco I amaba y protegía las artes. Fue capellán del Delfín, abad de Reclus en la diócesis de Troyes y bibliotecario del rey en Blois.
Disfrutó de una inmensa popularidad hasta la publicación de la Defensa e Ilustración de la Lengua Francesa de Joachim du Bellay en 1549, libro en el que Saint-Gelais no se salvaba del desprecio que en él aparecían acerca de los poetas contemporáneos. Trató de burlarse de los innovadores leyendo en voz alta ante el rey Enrique II las Odas de Pierre de Ronsard pronunciándolas de modo ridículo, hasta el momento en el que la hermana del rey, Margarita de Valois, le quitó el libro y leyó ella misma la obra.
Ronsard aceptó las excusas de Saint-Gelais a causa de este incidente, pero Du Bellay se burló de su rival en El poeta cortesano. Tradujo el Sofonisba de Gian Giorgio Trissino (1478-1550), que se representó en Blois en 1556 ante Catalina de Médicis. Saint-Gelais era campeón en el estilo marótico y fue el primero que en Francia utilizó el soneto.